# La Duquesa
La Duquesa var ett sockerbruk som grundades av den amerikanske maskinisten Alejandro Bass och F. Von Krosigh,. Bruket ligger i Santo Domingo, Dominikanska republiken.

## Världsarvsstatus
Det gamla bruket sattes upp på Dominikanska republikens tentativa världsarvslista den 5 april 2002.